# Warren Street metróállomás
A Warren Street a londoni metró egyik állomása az 1-es zónában, a Northern line és a Victoria line érinti.

## Története
Az állomást 1907. június 22-én adták át Euston Road néven, ez a mai Northern line része volt. Mai nevét egy évvel később kapta Southampton báró, a terület építtetőjének felesége, Anne után, aki Sir Peter Warren lánya volt. A Victoria line vágányait 1968. december 1-jén nyitották meg.

## Forgalom
| Járat | Útvonal | Gyakoriság     |
| ----- | --- | -------------- |
|       | (High Barnet és Edgware felől –) Camden Town – Mornington Crescent – Euston – Warren Street – Goodge Street – Tottenham Court Road – Leicester Square – Charing Cross – Embankment – Waterloo – Kennington (– néha tovább Morden felé)               | 3 percenként   |
|       | Walthamstow Central – Blackhorse Road – Tottenham Hale – Seven Sisters – Finsbury Park – Highbury & Islington – King’s Cross St. Pancras – Euston – Warren Street – Oxford Circus – Green Park – Victoria – Pimlico – Vauxhall – Stockwell – Brixton | 2-3 percenként |

## Átszállási kapcsolatok
| Állomás       | Átszállási kapcsolatok                                                                   |
| ------------- | ---------------------------------------------------------------------------------------- |
| Warren Street | Helyi buszok (Warren Street Station / Tottenham Court Road, University College Hospital) |

## Fordítás
- Ez a szócikk részben vagy egészben  a   Warren Street tube station című angol Wikipédia-szócikk fordításán alapul.  Az eredeti cikk szerkesztőit annak laptörténete sorolja fel. Ez a jelzés csupán a megfogalmazás eredetét és a szerzői jogokat jelzi, nem szolgál a cikkben szereplő információk forrásmegjelöléseként.